# Wolves at the Gate
『Wolves at the Gate』は『バフィー 〜恋する十字架〜』のコミック版第8シーズンの第12作目。4部で構成される。
バフィーが同性愛に目覚める。

## ストーリー
Part1
前作でサツが自分のことを愛していることを知ったバフィーは、ついに彼女と関係を持つ。しかし2人の関係は、ザンダーら他のメンバーにばれてしまう。そのとき、バフィーの城にバンパイアらが侵入、武器庫から鎌を盗み出す。そのバンパイアが変身能力を持っていたことからザンダーは同じ能力を持つドラキュラの屋敷を訪ねる。
Part2
スレイヤーたちを集め日本に向かわせたバフィーは、アイコと連絡を取り、バンパイアたちの居場所を突き止めるが、アイコはバンパイアのトオルらに襲われてしまう。
Part3
日本に到着したバフィーたちが見たものは、ビルに磔にされたアイコの遺体だった。
Part4
スレイヤーの魔力で日本に到着したドーンの前に、バンパイアが制作したロボット怪獣メカドーンが出現する。一方、ザンダーは殉職したレネの仇を討つ。

## キャラクター
- バフィー・アン・サマーズ
バンパイア・スレイヤー。ウォッチャー・カウンシルのチーフ。
- ザンダー・ハリス
バフィーの友人。ドラキュラ伯爵と親交がある。
- ウィロー・ローゼンバーグ
バフィーの親友。魔女で空を飛ぶ能力を持つ。
- ドーン・サマーズ
バフィーの妹。巨人。
- トオル
バンパイア。
- クミコ・イシハラ
バンパイア。ゴス系の衣装に身を包んだ男装の麗人。
- アイコ
バンパイア・スレイヤー
- サツ
バンパイア・スレイヤー
- ドラキュラ伯爵
- レネ
バンパイア・スレイヤー。ザンダーと恋に落ちるが、バンパイアの罠にはまる。
- アンドリュー・ウェルズ
ウォッチャー。

## 日本の描写
文字について
漢字、ひらがなは正確。片仮名はサロンパスなど有名な固有名詞は正確だが、著者オリジナルと見られる名詞はめちゃくちゃで、時折ハングルに似た文字が混じる。